# Tail Gunner Joe
Pour plus de détails, voir Fiche technique et Distribution.
Tail Gunner Joe ou La Chasse aux sorcières au Québec est un téléfilm américain réalisé par Jud Taylor, et diffusé sur le réseau NBC le 6 février 1977.

## Synopsis
La vie du sénateur américain Joseph McCarthy, qui déclencha une " chasse aux sorcières " en affirmant avoir eu connaissance de l'infiltration communiste au sein du gouvernement américain dans les années 1950.

## Fiche technique
- Titre original : Tail Gunner Joe
- Titre québécois : La Chasse aux sorcières
- Réalisation : Jud Taylor
- Scénario : Lane Slate
- Directeur artistique : Lawrence G. Paull
- Décorateur de plateau : Lloyd A. Linnean
- Costumes : Charles Waldo
- Photographie : Ric Waite (en)
- Montage : Bernard J. Small
- Musique : Billy May
- Production : 
  - Producteur : George Eckstein
  - Producteur associée : Norman Chandler Fox
- Société(s) de production : Universal TV
- Société(s) de distribution : NBC
- Pays d'origine :  États-Unis
- Année : 1977
- Langue originale : anglais
- Format : couleur (Technicolor) – 35 mm – 1,33:1 – mono
- Genre : drame, biographie
- Durée : 145 minutes
- Dates de sortie : 
  -  États-Unis : 6 février 1977

## Distribution
- Peter Boyle : Sén. Joseph McCarthy
- John Forsythe : Paul Cunningham
- Heather Menzies : Logan
- Burgess Meredith : Joseph Welch
- Patricia Neal : Sénateur Margaret Chase Smith
- Jean Stapleton : Mme DeCamp
- Philip Abbott : Sénateur Scott Lucas
- Wesley Addy : Middleton
- Ned Beatty : Sylvester
- Karen Carlson : Jean Kerr
- John Carradine : Fermier du Wisconsin
- Charles Cioffi : Patron de Logan
- Diana Douglas : Sarah
- Andrew Duggan : Dwight Eisenhower
- Henry Jones : Armitage
- Allan Rich : Ray Jenkins
- Murray Matheson : l'éditeur

## Distinctions

### Récompenses
- Primetime Emmy Awards 1977 :
  - "Outstanding Performance by a Supporting Actor in a Comedy or Drama Special" pour Burgess Meredith
  - "Outstanding Writing in a Special Program - Drama or Comedy - Original Teleplay" pour Lane Slate

### Nominations
- Primetime Emmy Awards 1977 :
  - "Outstanding Cinematography in Entertainment Programming for a Special" pour Ric Waite
  - "Outstanding Directing in a Special Program - Drama or Comedy" pour Jud Taylor
  - "Outstanding Lead Actor in a Drama or Comedy Special" pour Peter Boyle
  - "Outstanding Performance by a Supporting Actress in a Comedy or Drama Special" pour Patricia Neal